# فتق داخلي
يحدث الفتق الداخلي (بالإنجليزية: Internal hernia)‏ عند وجود تبارز لعضو داخلي في الحفرة خلف الصفاق أو عبر ثقبة (خلقية أو مكتسبة) في جوف البطن. عند مرور عروة معوية عبر العيب المساريقي، فإنها تكون عرضة للانحباس أو الانفتال أو تصبح نقطة انطلاق لانسداد الأمعاء الدقيقة. يمكن للفتق الداخلي أيضاً حجز الأنسجة الدهنية (الشحم) والأعصاب. على خلاف الأشكال الأكثر شيوعاً للفتق، تبرز الأنسجة المحبوسة للداخل، بدلاً من الخارج.

## الشيوع
كل من الفتق الداخلي والفتق السري أكثر شيوعاً عند النساء من الرجال.

## الأسباب
تحدث العيوب المساريقية عادة في الرضوض، مثل جروح الإصابة بعيار ناري في البطن. في ضحايا الرضوض، عادةً ما يكون العيب مغلقاً، وفي بعض الأحيان يتم استئصال الأمعاء المصاحبة له، والتي قد تكون فقدت ترويتها الدموية. كما قد يتم إحداث عيوب مساريقية عمداً، كما في جراحة المجازة المعدية Roux-en-Y، والمعروفة بشكل كلاسيكي باسم فتق بيترسن.
```
يقع العيب المساريقي في مثل هذه الحالات، ويسمى 
عيب بيترسن
 (Petersen's defect)، بين 
القولون المستعرض
 ومساريق الطرف الهضمي بمستوى 
المفاغرة الصائمية الصائمية
.
[
4
]
```

يصعب تحديد الفتق الداخلي لدى النساء، وكثيراً ما يشخص خطأً كانتباذ بطاني رحمي أو ألم حوضي مزمن مجهول السبب. أحد أسباب التشخيص الخاطئ هو أنه عندما تستلقي المرأة على طاولة الفحص، تختفي جميع العلامات الطبية للفتق. لذلك يتطلب التشخيص وضع جسم المرأة بطريقة تثير الأعراض لكشف الفتق. 